# Камыш, Войцех
Войцех Камыш (род. 1975, Зблево) — польский химик, доктор фармацевтических наук, специалист в области фармацевтической химии, в частности в отрасли синтеза пептидных лекарственных средств. Руководитель кафедры неорганической химии фармацевтического факультета Гданьского медицинского университета.

## Биография
В 1998 году окончил химический факультет Гданьского университета, где специализировался по химии. В 2003 году защитил докторскую диссертацию под названием «Синтез пептидов, обладающих противомикробными свойствами», на том же факультете. В 2008 году на основе доклада «Проектирование, синтез и исследование противомикробных пептидов» на фармацевтическом факультете Гданьского медицинского университета получил степень доктора фармацевтических наук.
Был научным сотрудником на фармацевтическом факультете Гданьского медицинского университета в должности экстраординарного профессора. Возглавлял кафедру неорганической химии этого факультета. В 2020 году назначен деканом факультета.
Его научные интересы связаны с проектированием и получением биологически активных веществ, разработки новых методов получения химических соединений, а также исследование конформационных свойств пептидов.
Он специализируется в области синтеза пептидов, как в лабораторном, так и полупромышленным масштабе.
Войцех Камыш — автор более 130 научных работ, а также более 100 докладов.

## Награды и премии
- Стипендия Фонда Науки Польской (2004)
- Стипендия Фонда Науки Польской (2005, продолжение)
- Награда Фонда Польфармы (2005)
- Стипендия Политики (2005)
- Награда Ректора Гданьского Медицинского Университета I степени (2004)
- Награда Ректора Гданьского Медицинского Университета II степени (2005)
- Награда Гданьского Научного Сообщества (2006)
- Коллективная Награда Гданьского Медицинского Университета I степени (2007)
- Коллективная Награда Гданьского Медицинского Университета I степени (2008)
- Стипендия Министерства науки и высшего образования Польши для молодых выдающихся исследователей (2010)[7]